# Saving Grace (Fernsehserie)
Saving Grace ist eine US-amerikanische Fernsehserie mit Holly Hunter in der Hauptrolle. Zwischen 2007 und 2010 wurden in drei Staffeln insgesamt 46 Folgen produziert und auf TNT ausgestrahlt.

## Handlung
Der Plot von Saving Grace ist auf die heruntergekommene Ermittlerin Grace Hanadarko fokussiert. Wegen unsittlichen Verhaltens muss sie in der ersten Episode einen wichtigen Fall vom Schreibtisch aus verfolgen. Damit will sich Hanadarko nicht abfinden und ermittelt auf eigene Faust. Um Dampf abzulassen, trifft sie sich mit einer alten Freundin, Rhetta Rodriguez, in einer Bar, von wo aus sie betrunken nach Hause fahren will und einen Fußgänger überfährt. In ihrer Verzweiflung wendet sie sich an Gott, der sie auch erhört und sie bekommt Hilfe von dem Engel Earl, der ihr erklärt, dass Gott ihr noch eine letzte Chance gebe. Der Engel verschwindet und mit ihm die Geschehnisse des Unfalls.
Die verwirrte Hanadarko entdeckt auf ihrer Kleidung einen Blutspritzer, der Leon Cooley zugeordnet wird. Dieser sitzt seit 12 Jahren in der Todeszelle. Bei ihrem Besuch im Gefängnis, wird sie von dem Häftling als Frau aus seinem Traum wiedererkannt – der Traum den Grace Hanadarko als realen Unfall erlebte. Außerdem ist er mit dem Engel Earl vertraut.

## Hintergrund
Saving Grace wurde für eine Fernsehserie des Senders TNT relativ aufwendig produziert. So ist zum Beispiel die Hauptrolle mit Oscar-Preisträgerin Holly Hunter besetzt, und die Serie wird neben den Studios in Los Angeles auch in Oklahoma City gedreht, wo auch die Serie spielt. Zudem wird für eine Polizeiserie viel CGI-Technik eingesetzt, was sich unter anderem bei der Darstellung des Engels in der Pilotfolge zeigt. Die Titelmusik stammt von Everlast. Weiter ist Alternative- und Country-Musik im Hintergrund zu hören.

## Ausstrahlung
In den USA begann am 23. Juli 2007 beim Sender TNT die Ausstrahlung der ersten Staffel, die aus dreizehn Episoden bestand. Die ersten neun Episoden davon wurde bis zum 17. September 2007 in wöchentlicher Folge gezeigt. Die restlichen vier Episoden wurden vom 3. bis zum 18. Dezember 2007 ausgestrahlt. Durch den Erfolg wurde eine zweite Staffel mit 14 Episoden in Auftrag gegeben. Die zweite Staffel wurde vom 14. Juli 2008 bis zum 13. April 2009 gezeigt. Sie erfolgte dabei zweigeteilt mit je sieben Episoden im Sommer 2008 und im Frühjahr 2009. Die Ausstrahlung der dritten Staffel, die zunächst auf 15 Episoden ausgelegt war, begann am 16. Juni 2009. Sie wurde nach der 10. Episode am 18. August 2009 vorzeitig beendet. Zwischenzeitlich wurde die Serie vom Produktionsstudio aus finanziellen Gründen abgesetzt, gab aber die Produktion von drei abschließenden Episoden bekannt. Da die Ausstrahlung einer ursprünglich für die zweite Staffel geplanten Episode im Zuge der dritten Staffel erfolgte, verblieben noch neun Episoden, die vom 29. März bis zum 21. Juni 2010 beim Sender TNT liefen.
Eine deutschsprachige Erstausstrahlung hat bisher nicht stattgefunden.

## Auszeichnungen

### 2007
- Golden Globe Award: Beste Serien-Hauptdarstellerin – Drama (Holly Hunter, nominiert)
- Screen Actors Guild: Hauptdarstellerin in einer Fernsehserie – Drama (Holly Hunter, nominiert)
- Young Artist Award: Best Young Actor Aged Ten or Under – TV Series (Dylan Minnette, gewonnen)

### 2008
- Emmy: Hauptdarstellerin in einer Dramaserie (Holly Hunter, nominiert)
- Screen Actors Guild: Hauptdarstellerin in einer Fernsehserie – Drama (Holly Hunter, nominiert)
- Satellite Award: Beste Darstellerin in einer Fernsehserie – Drama (Holly Hunter, nominiert)

### 2009
- Screen Actors Guild: Hauptdarstellerin in einer Fernsehserie – Drama (Holly Hunter, nominiert)
- Satellite Award: Beste Darstellerin in einer Fernsehserie – Drama (Holly Hunter, nominiert)
- People’s Choice Award: Beste Diva in einer Fernsehserie – Drama (Holly Hunter, nominiert)
- Emmy: Hauptdarstellerin in einer Dramaserie (Holly Hunter, nominiert)